# Lee Je-hoon
Lee Je-hoon (en hangul, 이제훈; Seúl, 4 de julio de 1984) es un actor surcoreano, más conocido por haber interpretado a Lee Seung-min en la película Architecture 101 y por haber dado vida a Yoo Jo Soon en Tomorrow With You.

## Biografía
Se graduó de la Universidad Nacional de Artes de Corea.
El 25 de octubre de 2012 se alistó en el ejército para completar su servicio militar obligatorio como miembro de la Policía de Disturbios de la Agencia de Policía Metropolitana de Seúl y fue dado de alta el 24 de julio de 2014.
Es buen amigo del actor Jung Hae-in.

## Carrera
En junio de 2021 se anunció que había establecido su propia agencia llamada "COMPANY ON". Previamente fue miembro de la agencia "Saram Entertainment". y en octubre de 2019 se anunció que había co-establecido su propia compañía "Hard Cut" junto al director Yang Kyung-mo y el productor ejecutivo Kim Yoo-kyung.
Ha aparecido en sesiones fotográficas para "Grazia", "W Korea", entre otros medios.
En 2011 se unió al elenco de la película The Front Line, donde interpretó al capitán Shin Il-young.
El 22 de septiembre de 2014, se unió al elenco principal de la serie Secret Door, donde interpretó a Yi Sun, el Príncipe heredero Sado, hasta el final de la serie el 9 de diciembre de 2014.
En enero de 2016, se unió al elenco principal de la película Phantom Detective, donde dio vida al detective Hong Gil-dong. Ese mismo año se unió al elenco principal de la serie Signal, donde interpretó al detective y perfinaldor Park Hae-young, hasta el final de esta en marzo de 2016.
También apareció por primera vez como invitado en el popular programa de variedades surcoreano Running Man, donde formó parte del equipo "No Team" junto con Ji Suk-jin, Kim Jong-kook, Lee Kwang-soo y Kim Sung-kyun durante el episodio número 298.
En febrero de 2017 se unió al elenco principal de la serie Tomorrow With You, donde interpretó a Yoo So-joon, un joven hombre que tiene la habilidad de viajar al futuro, hasta el final de la serie en marzo del mismo año. En diciembre del mismo año se anunció que se había unido al elenco de la película Hunting Time.
El 8 de octubre del 2018 se unió al elenco principal de la serie Where Stars Land (también conocida como "Fox Bride Star" y "Star of the Foxes"), donde dio vida a Kang Ki-chan, un hombre que trabaja en el equipo de planificación de operaciones que sueña con ser piloto pero cuyo sueño se ha visto obstruido debido a un accidente, hasta el final de la serie el 26 de noviembre del mismo año.
En octubre del 2019 se anunció que la primera producción bajo su compañía sería la película Phantom.
El 14 de febrero del 2020 realizó una aparición especial durante el último episodio de la serie Hot Stove League (también conocida como "Stove League"). El 23 de abril del mismo año apareció como uno de los personajes principales de la película Time to Hunt, donde dio vida a Joon-seok, el autor intelectual del peligroso plan del grupo, un hombre con una inquebrantable lealtad y determinación, que guía a sus amigos mientras corre sin miedo hacia su objetivo final.
El 9 de abril de 2021 se unió al elenco principal de la exitosa serie Model Taxi (también conocida como "Deluxe Taxi") ,donde interpretó a Kim Do-gi, un taxista aparentemente normal que se enorgullece de su trabajo y quien después de graduarse de la Academia Naval de Corea y ser comisionado como oficial, su vida da un vuelco cuando su madre es asesinada por un asesino en serie, hasta el final de la serie el 29 de mayo del mismo año. El 14 de mayo del mismo año se unió al elenco principal de la serie de Netflix Move to Heaven, donde dio vida a Jo Sang-goo, una persona áspera y fría, grosera y antagónica que dificulta que las personas adivinen qué tipo de vida ha vivido y lo único que lo mueve es el dinero.

## Filmografía

### Series de televisión
| Año  | Título                     | Personaje                      | Notas              | Ref.                 |
| ---- | -------------------------- | ------------------------------ | ------------------ | -------------------- |
| 2010 | Three Sisters              | Kim Eun-gook                   | -                  |                      |
| 2012 | Fashion King               | Jung Jae-hyuk                  | 7 episodios        |                      |
| 2014 | Secret Door                | Yi Sun, Príncipe heredero Sado | 24 episodios       |                      |
| 2016 | Signal                     | Det. Park Hae-young            | 16 episodios       |                      |
| 2017 | Tomorrow With You          | Yoo So-joon                    | 16 episodios       |                      |
| 2018 | Where Stars Land           | Lee Soo-yeon                   | 32 episodios       |                      |
| 2020 | Hot Stove League           | Lee Je-hoon                    | Episodio n.º 16    | [ 31 ]               |
| 2020 | Falling Asleep Next to You | -                              | audiodrama         | [ 32 ]               |
| 2021 | Move to Heaven             | Jo Sang-goo                    | 10 episodios       | [ 33 ]               |
| 2021 | Model Taxi                 | Kim Do-gi                      | 16 episodios       | [ 34 ] [ 35 ] [ 36 ] |
| 2022 | One Thousand Won Lawyer    | Lee Je-hoon                    | Aparición especial | [ 37 ]               |
| 2023 | Model Taxi                 | Kim Do-gi                      | Segunda temporada  |                      |
| 2024 | Chief Detective 1958       | Park Young-han                 | 10 episodios       | [ 38 ] [ 39 ]        |
| 2025 | The Art of Negotiation     | Yoon Joo-no                    |                    | [ 40 ] [ 41 ] [ 42 ] |
| 2025 | Model Taxi                 | Kim Do-gi                      | Tercera temporada  |                      |

### Películas
| Año  | Título                       | Personaje             | Notas | Ref.                 |
| ---- | ---------------------------- | --------------------- | --- | -------------------- |
| 2009 | The Pit and the Pendulum Pit | Sang-tae (de joven)   | junto a Kim Tae-hoon, Park Byung-eun, Lee Hwa-ryong, Lee Jong-pil y Lee Hee-joon                          |                      |
| 2009 | Just Friends?                | Seok-i                | corto - junto a Yeon Woo-jin, Lee Seon-joo, Lee Chae-eun y Moon Seong-kwon                                |                      |
| 2010 | Be With Me - "The Unseen"    | Kim Se-young          | junto a Lee Jong-suk, Han Ye-ri y Lee Chae-eun                                                            |                      |
| 2010 | The Influence                | Sunjong               | junto a Lee Byung-hun, Han Chae-young, Cho Jae-hyun, Jeon No-min, Park Byung-eun y Kim Tae-woo            |                      |
| 2010 | Finding Mr. Destiny          | Woo-hyung             | junto a Im Soo-jung, Gong Yoo y Chun Ho-jin                                                               |                      |
| 2011 | Bleak Night                  | Ki-tae                | junto a Seo Jun-young, Park Jung-min, Jo Sung-ha y Lee Cho-hee                                            |                      |
| 2011 | The Front Line               | Capitán Shin Il-young | junto a Shin Ha-kyun, Go Soo, Ryu Seung-soo, Ko Chang-seok, Kim Ok-bin y Ryu Seung-ryong                  |                      |
| 2012 | The Fortune Tellers          | Seok-hyeon            | (Ghost Sweepers)                                                                                          |                      |
| 2013 | An Ethics Lesson             | Kim Jung-hoon         | junto a Park Byung-eun, Cho Jin-woong, Kim Tae-hoon, Kwak Do-won, Moon So-ri y Ko Sung-hee                |                      |
| 2013 | My Paparotti                 | Jang-ho               | junto a Han Suk-kyu, Kang So-ra, Oh Dal-su, Cho Jin-woong, Jin Kyung, Kim Ji-seok y Sung Yu-bin           |                      |
| 2016 | Phantom Detective            | Det. Hong Gil-dong    | junto a Kim Sung-kyun, Go Ara, Park Geun-hyung, Byun Yo-han, Roh Jeong-eui, Hwang Bo-ra y Choi Seung-yoon |                      |
| 2017 | Anarchist from Colony        | Park Yeol             | junto a Choi Hee-seo, Kim Sung-cheol, Kwon Hyuk-soo y Kim Young-gu                                        | [ 43 ]               |
| 2017 | I Can Speak                  | Park Min-jae          | |                      |
| 2020 | Time to Hunt                 | Joon-seok             | junto a Choi Woo-shik, Park Jung-min, Ahn Jae-hong y Park Hae-soo                                         | [ 44 ]               |
| 2020 | Collectors                   | -                     | junto a Shin Hye-sun, Jo Woo-jin, Im Won-hee, Heo Sung-tae y Joo Jin-mo                                   | [ 45 ] [ 46 ] [ 47 ] |
| 2021 | Floor                        | Sin Ji-ho             | | [ 48 ]               |
| 2022 | Escape                       | Im Gyu-nam            | | [ 49 ] [ 50 ]        |
| 2023 | Noryang: Sea of Death        | Gwanghae              | junto a Kim Yoon-seok, Baek Yoon-sik, Jung Jae-young y Heo Joon-ho                                        | [ 51 ]               |
| 2024 | Escape                       | Lim Gyu-nam           | junto a Koo Kyo-hwan                                                                                      | [ 52 ] [ 53 ]        |

### Doblaje
| Año  | Título                | Personaje        | Notas      | Ref.   |
| ---- | --------------------- | ---------------- | ---------- | ------ |
| 2012 | Rise of the Guardians | Jack Frost (voz) | (película) | [ 54 ] |

### Director
| Año  | Título   | Notas   | Ref.          |
| ---- | -------- | ------- | ------------- |
| 2021 | Unframed | (corto) | [ 55 ] [ 56 ] |

### Narrador
| Año  | Programa                | Notas          |
| ---- | ----------------------- | -------------- |
| 2018 | Earth – One Amazing Day | documental BBC |

### Apariciones en programas de variedades
| Año        | Programa                             | Notas                                         |
| ---------- | ------------------------------------ | --------------------------------------------- |
| 2012, 2016 | Happy Together                       | 2 episodios (ep. 266 y 447) - invitado        |
| 2016, 2020 | Running Man                          | 2 episodios - (ep. 298, 526) - invitado       |
| 2016       | Please Take Care of My Refrigerator  | 2 episodios (ep. 78-79) - invitado            |
| 2016       | Infinite Challenge                   | 3 episodios (ep. 495-497) - invitado          |
| 2017       | Three Meals a Day: Sea Ranch         | 2 episodios (ep. 4-5) - invitado              |
| 2019       | Traveler                             | 10 episodios - miembro - junto a Ryu Jun-yeol |
| 2021       | My Little Old Boy (My Ugly Duckling) | invitado                                      |
| 2021       | Tiki taCAR                           | (ep. #1) - invitado                           |
| 2024       | Rented in Finland                    |                                               |

### Aparición en videos musicales
| Año  | Artista(s) / Grupo                         | Canción           | Notas                                    |
| ---- | ------------------------------------------ | ----------------- | ---------------------------------------- |
| 2008 | Old Fish                                   | "I Had a Bad Day" | apareció en el video junto a Jung So-min |
| 2019 | Crush                                      | "With You"        | [ 66 ] [ 67 ]                            |
| 2020 | Code Kunst, Simon Dominic & Choi Jung-hoon | "RECONNECT"       | junto a Lee Sung-kyung y Park Jung-min   |
| 2021 | Lee Hi                                     | "ONLY"            | junto a Won Jin-ah                       |

### Presentador
| Año  | Programa                | Notas                    |
| ---- | ----------------------- | ------------------------ |
| 2019 | Melon Music Awards 2019 | presentador de categoría |

### Radio
| Año  | Programa    | Notas       |
| ---- | ----------- | ----------- |
| 2020 | Cultwo Show | DJ invitado |

### Eventos
| Año  | Título                            | Notas          |
| ---- | --------------------------------- | -------------- |
| 2020 | Mise-En-Scène Short Film Festival | Juez Honorario |

### Anuncios
| Año  | Título             | Notas                            |
| ---- | ------------------ | -------------------------------- |
| 2015 | ShinHan Investment | junto a Kwon Yul y Cho Jin-woong |

### Revistas / sesiones fotográficas
| Año  | Título                        | Notas                                                                                          | Ref.   |
| ---- | ----------------------------- | ---------------------------------------------------------------------------------------------- | ------ |
| 2020 | Grazia Magazine               | junto a Choi Woo-shik, Ahn Jae-hong, Park Jung-min y Park Hae-soo                              |        |
| 2020 | Esquire Magazine              |                                                                                                | [ 75 ] |
| 2020 | ELLE Korea - 28th Anniversary | junto a Lee Sung-kyung, Simon Dominic, Park Jung-min, Code Kunst y Choi Jung-hoon (de Jannabi) |        |
| 2021 | The Big Issue Korea           | (no. 251)                                                                                      | [ 28 ] |

## Embajador
En marzo del 2019 se anunció que recibiría un premio presidencial por ser un contribuyente ejemplar, premio que reconoce a las personas y corporaciones que han cumplido con su deber de ciudadanos al ser contribuyentes ejemplares y alentar una cultura de pagos de impuestos honestos.
| Año  | Organización                                | Notas               | Ref.   |
| ---- | ------------------------------------------- | ------------------- | ------ |
| 2016 | Korean Academy of Film Arts (KAFA)          | Embajador Honorario | [ 77 ] |
| 2016 | Korea National Police Agency's Human Rights | Embajador Honorario | [ 78 ] |
| 2016 | Oxfam Korea                                 | Embajador Honorario | [ 79 ] |
| 2017 | Seoul Biennale of Architecture and Urbanism | Embajador Honorario | [ 80 ] |
| 2019 | National Tax Service                        | Embajador Honorario |        |

## Apoyo a beneficencia
El 6 de marzo de 2022 se anunció que el actor había donado 100 millones de wones coreanos (~$82,175 dólares estadounidenses) a la Asociación de Ayuda para Desastres de Hope Bridge para cubrir los daños causados por un gran incendio forestal que azotó las regiones de Gangwon y Gyeongsanbuk-do en Corea del Sur.

## Premios y nominaciones
| Año  | Categoría                                                       | Premio                                            | Trabajo               | Resultado |
| ---- | --------------------------------------------------------------- | ------------------------------------------------- | --------------------- | --------- |
| 2021 | Grand Prize (Daesang)                                           | 2021 SBS Drama Award                              | Model Taxi            | Ganó      |
| 2021 | Top Excellence Award, Actor in a Miniseries Genre/Fantasy Drama | 2021 SBS Drama Award                              | Model Taxi            | Ganó      |
| 2021 | Minister of Culture, Sports, and Tourism’s Commendation         | 2021 Korean Popular Culture & Arts Awards         | -                     | Ganó      |
| 2021 | Actor of the Year                                               | 2021 Asia Contents Award                          | Move to Heaven        | Ganó      |
| 2020 | Best Actor (Film)                                               | 56th Baeksang Arts Award                          | Time to Hunt          | Nominado  |
| 2019 | Presidential Commendation                                       | 53rd Taxpayers' Day                               | -                     | Ganó      |
| 2018 | Best Actor                                                      | 1st Resistance Film Festival in Korea             | Anarchist from Colony | Ganó      |
| 2018 | Best Actor                                                      | 1st Resistance Film Festival in Korea             | I Can Speak           | Ganó      |
| 2018 | Popularity Award, Actor                                         | 38th Golden Cinema Film Festival                  | I Can Speak           | Ganó      |
| 2018 | Male Top Excellence (Mon-Tues drama)                            | SBS Drama Award                                   | Where Stars Land      | Ganó      |
| 2018 | Best Couple Award (junto a Chae Soo-bin)                        | SBS Drama Award                                   | Where Stars Land      | Nominados |
| 2017 | Special Prize                                                   | 20th Amnesty International Award                  | I Can Speak           | Ganó      |
| 2017 | Favorite Film Actor                                             | 17th Korea World Youth Film Festival              | Anarchist from Colony | Ganó      |
| 2017 | Asia Star Award                                                 | 5th BIFF with Marie Claire Asia Star Award        | Anarchist from Colony | Ganó      |
| 2017 | Best Actor                                                      | 54th Grand Bell Award                             | Anarchist from Colony | Nominado  |
| 2017 | Best Actor                                                      | 26th Buil Film Award                              | Anarchist from Colony | Nominado  |
| 2016 | Actor Special Merit Award                                       | KAFA 10th Anniversarry Award                      | Bleak Night           | Ganó      |
| 2016 | Popular Star Award                                              | Korea Top Star Award                              | Phantom Detective     | Ganó      |
| 2016 | Best Celebrity Award, Actor                                     | 1st Asia Artist Award                             | Signal                | Nominado  |
| 2016 | PD's Choice                                                     | tvN10 Award                                       | Signal                | Ganó      |
| 2016 | Best Actor                                                      | tvN10 Award                                       | Signal                | Nominado  |
| 2016 | Most Popular Actor (TV)                                         | 52nd Baeksang Arts Award                          | Signal                | Nominado  |
| 2014 | Top 10 Stars                                                    | 22nd SBS Drama Award                              | Secret Door           | Ganó      |
| 2014 | Top Excellence Award, Actor in a Serial Drama                   | 22nd SBS Drama Award                              | Secret Door           | Ganó      |
| 2014 | Best Celebrity Award, Actor                                     | CGV Arthouse Opening Ceremony                     | Bleak Night           | Ganó      |
| 2014 | Best Celebrity Award, Actor                                     | 10th Jecheon International Music & Film Festival  | My Paparotti          | Ganó      |
| 2012 | Fantasia Award                                                  | 16th Puchon International Fantastic Film Festival | Architecture 101      | Ganó      |
| 2012 | 20's Male Movie Star                                            | 6th Mnet 20's Choice Award                        | Architecture 101      | Ganó      |
| 2012 | Best New Actor (Film)                                           | 48th Baeksang Arts Award                          | Architecture 101      | Nominado  |
| 2012 | Best Supporting Actor                                           | 6th Asian Film Award                              | The Front Line        | Nominado  |
| 2012 | Best New Actor                                                  | 3rd KOFRA Film Award                              | Bleak Night           | Ganó      |
| 2011 | Best New Actor (Film)                                           | 19th Korean Culture and Entertainment Award       | The Front Line        | Ganó      |
| 2011 | Best New Actor                                                  | 31st Korean Association of Film Critics Award     | The Front Line        | Ganó      |
| 2011 | Best New Actor                                                  | 20th Buil Film Award                              | The Front Line        | Ganó      |
| 2011 | Best New Actor                                                  | 48th Grand Bell Award                             | The Front Line        | Nominado  |
| 2011 | Best New Actor                                                  | 48th Grand Bell Award                             | Bleak Night           | Ganó      |
| 2011 | Best New Actor                                                  | 32nd Blue Dragon Film Award                       | Bleak Night           | Ganó      |
| 2011 | Best Dressed                                                    | 20th Buil Film Award                              | -                     | Ganó      |